# 丹·羅格森

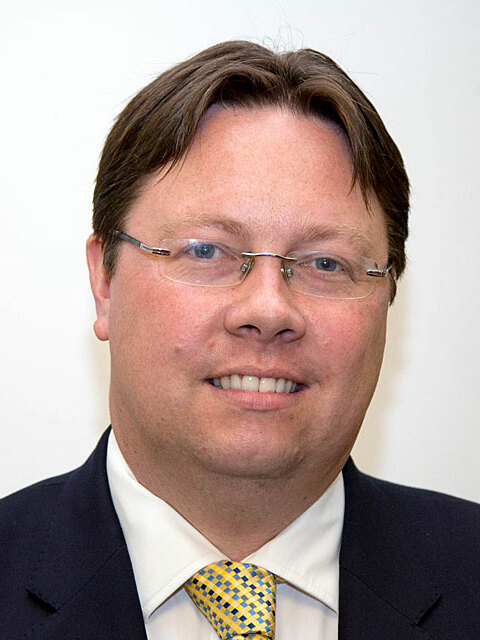

丹·羅格森（Dan Rogerson，1975年7月23日—）是一位英格蘭政治人物，他的黨籍是自由民主黨。在2005年至2015年，他擔任北康沃爾選區選出的英國下議院議員。他在1991年加入自由民主黨。